# 잘 먹겠습니다
《#인생메뉴, 잘 먹겠습니다》는 2016년 7월 23일부터 2017년 2월 2일까지 JTBC에서 방송된 푸드 토크쇼 예능으로, 기존에 논란이 되었던 《잘 먹는 소녀들》에서 포맷과 제목을 바꾼 것이다.

## 방송 시간
- 2016년 7월 23일 ~ 2016년 11월 5일: 토요일 오후 9시 40분 ~ 11시
- 2016년 12월 1일 ~ 2017년 2월 2일: 목요일 오후 9시 30분 ~ 10시 50분

## 진행자
- 문희준
- 조세호
- 양세형

## 출연자
| 회차   | 방송 일자    | 예약 손님                                                       | 결정장애 손님                                     |
| 2016년 | 2016년       | 2016년                                                          | 2016년                                            |
| ------ | ------------ | --------------------------------------------------------------- | ------------------------------------------------- |
| 1회    | 7월 23일     | 정진운, 미나, 모모, 정연                                        | 김흥국, 우현, 홍석천, 이원일, 이지혜, 홍윤화      |
| 2회    | 7월 30일     | 윤보미, 루나, 지호, 경리                                        | 김흥국, 우현, 홍석천, 이원일, 이지혜, 홍윤화      |
| 3회    | 8월 6일      | 정진운, 이수민, 김소희, 윤채경, 백영광 (배우)                   | 김흥국, 이원일, 이지혜, 홍윤화, 양세찬, 딘딘      |
| 4회    | 8월 13일     | 김영철, 샘 오취리, 기욤 패트리, 알베르토 몬디                   | 김흥국, 이원일, 이지혜, 홍윤화, 양세찬, 딘딘      |
| 5회    | 8월 20일     | 테이, 문세윤, 김소혜, 전소미                                    | 홍석천, 이원일, 이지혜, 홍윤화, 딘딘, 허영지      |
| 6회    | 8월 27일     | 현주엽, 손호영, 유승옥, 나현                                    | 홍석천, 이원일, 이지혜, 홍윤화, 딘딘, 키스 (가수) |
| 7~8회  | 9월 3일~10일 | 문세윤, 정준하, 김풍, 홍진영                                    | 홍석천, 이원일, 이지혜, 홍윤화, 양세찬, 딘딘      |
| 9회    | 9월 17일     | 김신영, 송재희, 양정원, 김기리                                  | 홍석천, 이원일, 이지혜, 홍윤화, 양세찬, 딘딘      |
| 10회   | 9월 24일     | 이연복, 헨리, 장위안, 럭키                                      | 홍석천, 이원일, 이지혜, 홍윤화, 양세찬, 딘딘      |
| 11회   | 10월 1일     | 김숙, 황석정, 선우선, 장도연                                    | 홍석천, 이원일, 이지혜, 홍윤화, 양세찬, 주우재    |
| 12회   | 10월 8일     | 김원효 & 심진화, 강성진 & 이현영 (가수), 이천수 & 심하은 (교수) | 홍석천, 이원일, 이지혜, 홍윤화, 양세찬, 문세윤    |
| 13회   | 10월 15일    | 최현석, 오세득, 정호영 (요리 연구가), 이원일                    | 홍석천, 이지혜, 홍윤화, 양세찬, 문세윤            |
| 14회   | 10월 22일    | 김주희, 오상진, 한석준, 문지애                                  | 홍석천, 이원일, 이지혜, 홍윤화, 양세찬, 장성규    |
| 15회   | 10월 29일    | 토니 안, 바다, 박준형, 김상혁                                   | 홍석천, 이원일, 이지혜, 홍윤화, 김지숙, 정인영    |
| 16회   | 11월 5일     | 휘성, 강균성, 산들, 알렉스                                      | 홍석천, 이원일, 이지혜, 홍윤화, 정인영, 지호      |
| 17회   | 12월 1일     | 서인영, 윤정수, 오나미, 차오루                                  | 홍석천, 이원일, 이지혜, 홍윤화, 전소미, 김소혜    |
| 18회   | 12월 8일     | 이국주, 손호영, 슬리피, 솔지                                    | 홍석천, 이원일, 이지혜, 홍윤화, 서은광, 이창섭    |
| 19회   | 12월 15일    | 김가연, 김미려, 나르샤, 김수용                                  | 홍석천, 이원일, 이지혜, 홍윤화, 주우재, 황제성    |
| 20회   | 12월 22일    | 김광규, 조우종, 김기방, 허경환                                  | 홍석천, 이원일, 홍윤화, 김재우, 오나미, 지호      |
| 21회   | 12월 29일    | 오나미, 김미려                                                  | 홍석천, 이원일, 홍윤화, 지호                      |
| 2017년 |              |                                                                 |                                                   |
| 22회   | 1월 5일      | 이혜정, 박준면, 박수홍, 박소현                                  | 홍석천, 이원일, 김재우, 홍윤화, 천둥, 지호        |
| 23회   | 1월 12일     | 제아, 진영, 바로, 김세정                                        | 홍석천, 이원일, 남창희, 홍현희, 홍윤화, 지호      |
| 24회   | 1월 19일     | 로버트 할리, 줄리안 퀸타르트, 타일러 라쉬, 지상렬               | 홍석천, 이원일, 홍윤화, 지호, 효정, 아린          |
| 25회   | 1월 26일     | 김일중, 이준혁, 홍지민, 장영란                                  | 홍석천, 이원일, 홍윤화, 장도연, 이용진, 지호      |
| 26회   | 2월 2일      | 김종민, 이시언, 예정화, 수영                                    | 홍석천, 이원일, 홍윤화, 장도연, 이용진, 지호      |

## 동시간대 프로그램
- 비타민 (KBS 2TV)
- 순간포착 세상에 이런일이 (SBS)
- 리얼스토리 눈 (MBC)